# The Hoppers
The Hoppers, voorheen Hopper Brothers and Connie, is een Amerikaanse southern gospelgroep.

## Geschiedenis
In 1957 vormden de broers Claude, Will, Steve, Paul en Monroe Hopper de zanggroep Hopper Brothers. Een jaar later voegde Connie Shelton, Claudes toekomstige vrouw, zich bij de groep. Ze traden in het vervolg op als Hopper Brothers and Connie. In de loop der jaren wisselden diverse leden. In de jaren zeventig traden Roger Talley, als pianist, zijn vrouw Debra Talley en Kirk Talley toe. De Talley-familie begon in 1983 een eigen groep en verliet de Hoppers. Rond die tijd gingen Dean en Mike Hopper, zoons van Claude en Connie, meezingen. De huidige groep bestaat uit Claude, Connie, Dean en Mike Hopper en Deans vrouw Kim.
De bekendheid van The Hoppers groeide na hun medewerking aan de inauguratie van Ronald Reagan in 1981. In 1982 en 1982 kregen ze een prijs van de Southern Gospel Music Association voor de 'Mixed Group of the Year'. Hierna volgende diverse nominaties (onder andere voor de Dove Awards) en prijzen. De groep verleent geregeld haar medewerking aan de Gaither Homecoming-tours.
In 2012 werden The Hoppers opgenomen in de Gospel Music Hall of Fame.

## Discografie

### Hopper Brothers and Connie
- Gospel Favorites (1962)
- 5th Anniversary (1963)
- The Best of the Hopper Brothers and Connie (1968)
- Try A Little Kindness (1969)
- Just Old Time Christians (1971)
- The Unseen Hand (1972)
- Jesus Taught Our Hearts To Sing (1972)
- Our Kind of Gospel (1973)
- Sing For...Impact International (1973)
- Sing Gospel Classics (1974)
- Thank God For The Old Rugged Cross (1974)
- Greater Than Before (1974)
- A Live and a Singin (1974)

- I'm Going There (1974)
- Lord Help Me Bury The Hatchet (1975)
- Higher (1976)
- A Unique Experience (1977)
- Highly Seasoned (1977)
- Collector's Edition (1977)
- Something Going On (1978)
- Garment Of Praise (1979)
- Home Grown (1979)
- Live (1980)
- God Will Provide (1980)
- Home Is Where The Heart Is (1981)
- Blessings (1982)

### The Hoppers
- Come To The Wedding (1982)
- Think On The Good Things (1983)
- Traveling Right (1984)
- I Know What Lies Ahead (1984)
- Citizen of Two Worlds (1985)
- Smoke of the Battle (1986)
- Whosoever Will (1987)
- Stand For Jesus (1987)
- He's Still God Live (1988)
- On These Grounds (1990)
- Heavenly Sunrise (1991)
- Mention My Name (1993)
- One More Time (1993)
- Never Thirst Again (1994)
- A Christmas Story Live (1994)
- Anchor to the Power of the Cross 1995)
- Timepieces Vol. 1 (1997)
- 40 Years Forever To Be Remembered (1997)
- Forever Settled 1997)
- Timepieces Vol. 2 (1998)

- One Foundation 1998)
- Joy for the Journey 1999)
- Shoutin' Time: The Best of the Hoppers 2000)
- Classics:Live in Greenville 2000)
- Power (2000)
- Great Joy (2001)
- Steppin' Out (2002)
- Imagine (2003)
- Great Day (2003)
- Generations (2005)
- Classic Hits (2005)
- The Ride (2006/2007)
- I Just Wanted You To Know 2008)
- North America Live 2009)
- Unforgettable (2009)
- The Best of the Hoppers: from the Gaither Homecoming Series (2010)
- Something's Happening (2010)